# Ертаев, Бахытжан Ертаевич
Бахытжан Ертаевич Ертаев (каз. Бақытжан Ертайұлы Ертаев; род. 25 июля 1952, Джамбул) — казахстанский военачальник, начальник Главного штаба Вооружённых сил Республики Казахстан (1997—2000), генерал-лейтенант (1998), Народный герой Казахстана (2008).

## Биография
Происходит из рода сикым племени дулат..
В 1969 году, окончив школу, поступил на обучение в Ташкентское высшее общевойсковое командное училище. Позже был переведён в Алма-Атинское высшее общевойсковое командное училище, которое окончил в 1973 году.
Прошёл все должности от командира взвода до командира армейского корпуса.
Начинал офицерскую службу командиром взвода в 186-м мотострелковом полку 68-й мотострелковой Новгородской Краснознамённой дивизии, дислоцированном в г.Алматы, который в декабре 1979 года был введён в Афганистан.
С 1979 года по 1982 год — в составе ОКСВА занимал должности командира роты в 186-м мотострелковом полку 108-й мотострелковой дивизии, позже служил начальником штаба и командиром 2-го мотострелкового батальона в 66-й отдельной мотострелковой бригаде, дислоцированного в городе Асадабад, провинции Кунар .
1981—1985 — слушатель Военной академии имени М. В. Фрунзе.
С 1985 года по 1992 год — заместитель командира, а позже командир 64-го мотострелкового Слуцко-Померанского Краснознаменного орденов Суворова и Кутузова полка 35-й Красноградской Краснознаменной мотострелковой дивизии в составе ГСВГ.
С образованием в 1992 году Вооруженных сил Казахстана — заместитель командира, а затем командир 68-й мотострелковой Новгородской Краснознамённой дивизии в н.п. Сарыозек Талдыкорганской области.
Обучался в Академии Генерального штаба России (1996).
С 1996 года по 1997 год — командир 1-го армейского корпуса в г.Семипалатинск.
С 14 октября по ноябрь 1997 года — начальник Главного штаба Вооруженных сил Республики Казахстан — первый заместитель Министра обороны.
С ноября 1997 года — Начальник Генерального штаба Вооруженных сил Казахстана.
Исполнял обязанности министра обороны после ухода 9 августа 1999 года в отставку Мухтара Алтынбаева до 13 октября 1999 года.
С 2000 года по январь 2002 года — командующий Восточным военным округом.
В январе-сентябре 2002 года — начальник Военной академии ВС РК.
С 2007 года — генерал-инспектор военной инспекции Министерства обороны РК.
С 2008 года — заместитель председателя Комитета начальников штабов МО РК по боевой подготовке.
С 2010 года — Начальник Главной инспекции Министерства обороны РК.
С апреля 2011 года — председатель общественного объединения «Ветераны Вооруженных сил Республики Казахстан».
С января 2012 года — депутат Мажилиса Парламента Республики Казахстан 5-го созыва от народно-демократической партии «Нур Отан».

## Судебное преследование
В 2000 году привлекался к суду по делу о незаконной продаже казахстанских истребителей МиГ-21 в КНДР.

## Награды
- «Халық қаһарманы» (Народный герой Казахстана) (декабрь 2008)[7]
- Орден Отан (декабрь 2008)
- Орден «Данк» 2 степени
- Орден Красной Звезды
- Боевые и юбилейные медали